# Chlorophytum acutum
Chlorophytum acutum är en sparrisväxtart som först beskrevs av Charles Henry Wright, och fick sitt nu gällande namn av Inger Nordal. Chlorophytum acutum ingår i släktet ampelliljor, och familjen sparrisväxter. Inga underarter finns listade i Catalogue of Life.